# 가와우라정
가와우라정(일본어: 河浦町)은 일본 구마모토현 아마쿠사군에 있던 정이다.
2006년 3월 27일에, 혼도시·우시부카시, 아마쿠사군 고쇼우라정·구라타케정·스모토정·신와정·이쓰와정·아마쿠사정, 아리아케정과 합병해, 아마쿠사시가 되었다. 

## 지리
아마쿠사 시모지마 섬의 남부에 위치한다. 기후는 연평균 기온이 17.5℃로 온난하다. 그 온화한 기후를 이용해 '꽃이 있는 지역 만들기, 고향 만들기'를 테마로 마을 곳곳에 꽃이 심어져 있다. 마을을 가로지르는 국도 266호선의 도로변에는 7km에 걸쳐 마을의 나무인 사잔카가 심어져 있어, 계절인 12~2월에는 아름다운 붉은 색의 풍경을 즐길 수 있다. 

## 역사
- 1954년 11월 1일 - 아마쿠사군 잇초다촌, 신고촌, 도미쓰촌이 합병해 가와우라정이 탄생하였다.
- 1956년 4월 1일 - 아마쿠사군 미야노카와치촌을 편입하였다.
- 2006년 3월 27일 - 혼도시·우시부카시, 아마쿠사군 고쇼우라정·구라타케정·스모토정·신와정·이쓰와정·아마쿠사정, 아리아케정과 합병해 아마쿠사시가 되었다.

## 교통

### 공항
- 아마쿠사 비행장

### 도로
- 국도 266호선
- 국도 389호선

## 참고 문헌
- 角川日本地名大辞典編纂委員会, 『角川日本地名大辞典 43 熊本県』1987, 角川書店